# Niels Brouzes
Pour les articles homonymes, voir Brouzes.
Niels Brouzes, né le 3 février 1981 à Drancy, est un coureur cycliste français. Il est professionnel au sein de l'équipe BigMat-Auber 93 entre 2002 et 2010. Son palmarès comprend notamment un titre de champion de France sur route espoirs et des victoires obtenues au Tour du Finistère, à la Ronde de l'Oise et la classique Paris-Mantes.

## Biographie
Niels Brouzes est le fils de Jean-Marcel Brouzes, ancien cycliste qui a notamment participé aux Jeux olympiques de 1976, à Montréal, avec l'équipe de poursuite. Durant son enfance, il pratique d'abord le tennis. Figurant parmi les meilleurs jeunes joueurs français, il participe au tournoi international des Petits As, à Tarbes. Malgré les réticences de son père, il passe au cyclisme en catégorie cadet à la FSGT. Après être passé par le COM Argenteuil, il court en 2000 à l'AC Boulogne-Billancourt. Durant cette saison, il est notamment vainqueur du Chrono des Herbiers espoirs.
Niels Brouzes intègre en 2001 le CM Aubervilliers 93. Il remporte cette année-là le championnat de France sur route espoirs. À partir du mois d'août, il court avec l'équipe professionnelle BigMat-Auber 93 en tant que stagiaire.
À l'été 2002, il devient coureur professionnel au sein de cette équipe. En avril 2003, il écope d'une suspension d'un an, pour un contrôle antidopage positif à la testostérone, intervenu un an plus tôt, en mars 2002, au Tour de Normandie. Niels Brouzes attribue ce résultat par un « produit pour le renforcement musculaire » qu'on lui a « conseillé dans une salle de musculation ». À l'issue de cette suspension, il est de nouveau engagé par Auber 93 et peut courir à partir de février 2004.
En 2007, il gagne le Tour du Finistère et Paris-Mantes-en-Yvelines en avril. Il espère alors être recruté par une équipe ProTour en fin de saison, mais n'y parvient pas. Il reste dans l'équipe Auber 93, avec laquelle il remporte en 2008 la Ronde de l'Oise.
À l'issue de la saison 2010, il décide de quitter BigMat-Auber 93, qui a le statut d'équipe continentale, dont il estime qu'elle est « un palier vers l’étage supérieur ». Il n'est toujours pas recruté par une équipe évoluant à un niveau supérieur. 
Il redevient coureur amateur en 2011, au VC Rouen 76, équipe française évoluant en Division nationale 1.
Fin 2011, il met un terme à sa carrière.
Depuis 2011 il est conseiller sportif.

## Palmarès
- 1999
  - 3e du Chrono des Nations juniors
- 2000
  - Chrono des Nations espoirs
  - 2e de Paris-Évreux
  - 2e des Boucles du Canton de Picquigny
- 2001
  -  Champion de France sur route espoirs
  - 3e étape du Circuit des Ardennes
  - 2e du Ruban granitier breton
- 2002
  - 1re étape du Tour de Dordogne
  - Contre-la-montre par équipes de la coupe de France (équipe Aubervilliers 93)
- 2004
  - 2e du Prix de la Mi-août
- 2005
  - 5e étape du Tour de la Manche
- 2007
  - Tour du Finistère
  - Paris-Mantes-en-Yvelines
- 2008
  - Prix de Beauchamps
  - Classement général de la Ronde de l'Oise
  - 2e de Paris-Rouen
- 2009
  - Trio normand (avec Florian Morizot et Tony Gallopin)
  - 2e de la Ronde du Pays basque
- 2011
  - 2e du Circuit des Vins du Blayais

## Classements mondiaux
| Année           | 2005 | 2006 | 2007 | 2008 | 2009  | 2010  |
| --------------- | ---- | ---- | ---- | ---- | ----- | ----- |
| UCI Europe Tour | 415e | 968e | 86e  | 295e | 1069e | 1186e |